# Olibrus snizeki
Olibrus snizeki là một loài bọ cánh cứng trong họ Phalacridae. Loài này được èvec miêu tả khoa học năm 2005.